# 피아노 삼중주 1번 (베토벤)
《피아노 삼중주 1번 내림마장조, 작품 번호 1-1》은 루트비히 판 베토벤에 의해 쓰인 피아노 삼중주로, 세 개의 삼중주로 이루어진 작품 번호 1 세트의 첫 번째 작품이다. 참고로, 베토벤의 열두 개의 피아노 삼중주의 장르 일련번호는 표준화되어 있지 않으며, 다른 출처에서는 이 작품의 장르 일련번호가 1번이 아닌 다른 번호를 갖거나 주어지지 않았을 수도 있다. 

## 개요
세 개의 삼중주, 작품 번호 1 세트 중 첫 번째의 삼중주는 1793년에서 1794년에 걸쳐 쓰여졌고, 두 번째와 세 번째의 삼중주는 1794년에서 1795년에 걸쳐 쓰여졌다. 그리고 이 세 개의 삼중주의 헌정은 모두 베토벤의 후원자인 카를 폰 리히놉스키 공작에게 이루어졌다. 리히놉스키는 또한 이 세 개의 삼중주 세트에 대한 첫 번째의 사적인 초연을 가능하게 했다. 이 세 개의 삼중주 세트는 1795년에 리히놉스키 공작이 자금을 조달한 첫 번째 판으로 아르타리아 사를 통해 출판되었다. 이 때 아르타리아 사는 이 세 개의 삼중주 세트를 작품 번호 1로 편집하였고, 이전에 동일한 번호로 지정된 "피가로 변주곡"(이후의 WoO 40)을 다운그레이드했다. 베토벤은 출판할 가치가 있는 첫 작품을 삼중주로 보았기 때문에 이 번호를 택했을 가능성이 있다. 그러나 음악학자인 콘라트 퀴에스터는 작품 번호 1에 대한 그의 결정이, 자신에게 바쳐진 작품에 관하여 "상징적인 번호"를 원했던 리히놉스키로 거슬러 올라간다고 생각했다.

## 악장 구성
이 삼중주는 전 네 개의 악장으로 구성되어 있다. 연주 시간은 40분 정도 소요된다.

### 제1악장. 알레그로
내림마장조. 4/4 박자, 소나타 형식. 연주 시간 12분.
주화음이 분산화음으로 상행하고, 이것이 조금씩 변화를 가져서 3회 반복한다. 이후에는 완만하게 음계가 하행해 간다. 제2주제는 내림나장조이다.

### 제2악장. 아다지오 칸타빌레
내림가장조. 3/4 박자, 론도 형식. 연주 시간 9분.
론도 주제는 피아노로 제시된다. 첫 번째 부주제는 바이올린과 첼로에 의해 내림마장조로 연주된다. 두 번째 부주제는 내림나단조로 제시된다.

### 제3악장. 스케르초. 알레그로 아사이
내림가장조. 3/4 박자. 연주 시간 6분.
주제는 단전타음을 동반한다. 트리오는 내림마장조이다. 현악기의 화성 위에서 피아노가 주제를 연주한다.

### 제4악장. 피날레. 프레스토
내림마장조. 2/4 박자.. 연주 시간 8분.
제1주제는 피아노의 도약음형으로 시작한다. 제2주제는 내림나장조이고, 주화음의 분산하행과 음계하행을 바이올린으로 연주한다.